# Petar Bratulić
Petar Bratulić (* 8. Juli 1996) ist ein kroatischer Leichtathlet, der sich auf den Langstreckenlauf spezialisiert hat.

## Sportliche Laufbahn
Erste Erfahrungen bei internationalen Meisterschaften sammelte Petar Bratulić im Jahr 2017, als er bei den Balkan-Meisterschaften in Novi Pazar in Serbien in 15:00,23 min den fünften Platz im 5000-Meter-Lauf belegte. Im Jahr darauf gelangte er bei den Balkan-Meisterschaften in Stara Sagora mit 14:54,00 min erneut auf den fünften Platz und erreichte nach 8:54,79 min auf Rang elf im 3000-Meter-Lauf. 2019 belegte er in 15:05,81 min den fünften Platz über 5000 m bei den Balkan-Meisterschaften in Prawez und 2021 wurde er bei den Balkan-Meisterschaften in Smederevo in 14:53,54 min Sechster. 
2017 wurde Bratulić kroatischer Meister im 5000-Meter-Lauf sowie 2021 im Halbmarathon. Zudem wurde er 2020 Hallenmeister über 3000 m.

## Persönliche Bestleistungen
- 3000 Meter: 8:28,76 min, 7. September 2019 in Rijeka
  - 3000 Meter (Halle): 8:27,77 min, 22. Januar 2020 in Novo Mesto
- 5000 Meter: 14:50,24 min, 12. Juli 2020 in Zagreb
- 10.000 Meter: 30:42,24 min, 4. Juli 2020 in Čakovec
- Halbmarathon: 1:08:14 h, 10. April 2021 in Osijek